# Manuel Alonso
Manuel Alonso de Areizaga (San Sebastián, 12 novembre 1895 – Madrid, 11 ottobre 1984) è stato un tennista spagnolo di origine basca.
È stato il primo tennista spagnolo ad avere successo in campo internazionale.

## Carriera
È stato campione spagnolo per la prima volta nel 1915 e successivamente nel biennio 1919-1920, alle Olimpiadi di Anversa raggiunse in quarti di finale dove venne sconfitto solo al quinto set dal britannico Turnbull.
L'anno successivo arrivò fino alla finale del torneo di qualificazione a Wimbledon ma ancora una volta si arrese al quinto set, in questa occasione al sudafricano Brian Norton.
In Coppa Davis ha rappresentato la Spagna in sei edizioni diverse con un record di quattordici vittorie e undici sconfitte e ottenendo come migliore risultato la finale del torneo di qualificazione nel 1922.
Nel 1923 si trasferì negli Stati Uniti e raggiunse i quarti di finale agli U.S. National Championships in quattro diverse edizioni, nel 1927 raggiunse la quinta posizione mondiale.
Venne introdotto nell'International Tennis Hall of Fame nel 1977.

## Vita privata
Il fratello José María Alonso fu a sua volta un tennista, insieme raggiunsero i quarti di finale alle Olimpiadi di Parigi 1924.
Si sposò a Filadelfia con Elizabeth nel 1935 che, due anni dopo il matrimonio, richiese il divorzio.